# Один пенни (Ирландия)
Ирландский пенни — разменная денежная единица, равная 1⁄100 ирландского фунта. До перехода на десятичную систему денежного счисления в 1971 году равнялся 1⁄240 ирландского фунта и 1⁄12 ирландского шиллинга.

## История
Монета была выпущена 15 февраля 1971 года после утверждения второго из трех эскизов будущей монеты. Эскиз был разработан ирландским художником Габриэлем Хайсем; её дизайн - адаптированное изображение из Келлской книги, находящейся в ирландском Тринити-колледже. Монета первоначально имела диаметр 2,032 сантиметра, массу 3,564 граммов и состояла из сплава меди, олова и цинка.
Изначальное официальное название «новый пенни» было изменено в 1985 году просто на «пенни». В 1990 году было принято решение производить монеты из стали с медным покрытием, так как бронза стала относительно дорогой.
Монета составляет 1 / 100 ирландского фунта, и была выведена из оборота с введением евро.